# Тигров паяк
Тигровите паяци (Argiope bruennichi) са вид паякообразни от семейство Кръгоплетни паяци (Araneidae).
Таксонът е описан за пръв път от Джовани Антонио Скополи през 1772 година.

## Подвидове
- Argiope bruennichi nigrofasciata